# 王悅 (北朝)
王悦（？—561年），字众喜，京兆郡蓝田县（今陕西省西安市蓝田县）人，北魏、西魏、北周官员。

## 生平
王悦年少时有才干，被家乡的人所称道。北魏永安年间，尔朱天光西征关中，引荐王悦出任其府的骑兵参军，王悦又出任石安县县令。
宇文泰刚平定关陇地区，王悦率领招募的家乡人跟随宇文泰的军队，屡次立有战功。大统元年（535年），王悦出任平东将军、相府刑狱参军，封蓝田县伯，食邑六百户。大统四年（538年），东魏将领侯景进攻包围洛阳，宇文泰前往救援。王悦又率领家乡一千多人，从军到洛阳。将要交战的前夕，王悦用尽他出门所带的钱财，买牛款待将士。到了交战的时候，王悦的部队竭尽全力，斩首俘获居多。大统六年（540年），王悦加通直散骑常侍，升任大行台右丞。大统十年（544年），王悦改任大行台左丞，长期处于机要的地位，很能获得当时的称誉。大统十二年（546年），高欢亲自率领各军包围玉壁城，大都督韦孝宽拒敌防守几十天，敌军才退兵。朝廷认为韦孝宽功勋重，派遣尚书长孙绍远为大使，王悦为副使，犒劳慰问韦孝宽等人，并考核审定立功的人。
大统十三年（547年），侯景占据黄河以南前来归附西魏，仍请求西魏派军队作为援助。宇文泰先派遣韦法保、贺兰愿德等人率领部队援助侯景。王悦向宇文泰进言说:“侯景对于高欢，开始时就有深厚的同乡之情，最后又确定了君臣之间的意气相合，官位居于上将，职位重在台司，评论他们之间的情分义气，就如同鱼和水一样。如今高欢刚死，侯景就离心怀有异志。他难道不知道有亏于忠臣之道、不足于忠义之礼吗？大概是侯景谋划的目标很大，所以不顾虑小的嫌疑。但是侯景尚且能对高氏背叛恩德，难道肯对朝廷尽节吗？现今如果用势力加强他，用军队支援他，不只是侯景不会成为池中之物受到控制，也恐怕朝廷给将来留下笑柄。”宇文泰采纳了王悦的意见，就派遣行台郎中赵士宪追回韦法保等人，果然侯景不久就叛乱了。
大统十四年（548年），王悦出任雍州大中正、帅都督，加卫将军、右光禄大夫、都督，率领部属跟随大将军杨忠征讨随郡、安陆郡，平定了两个郡。当时西魏孤军深入，王悦计算路程，约束他的部下，节省减少粮食。等到了竟陵郡，西魏各军大多缺乏粮食，王悦拿出储藏的六百石米分给他们，宇文泰听说这件事就嘉奖他。不久王悦出任京兆郡太守，加使持节、车骑大将军、仪同三司、散骑常侍，升任大行台尚书。
大统十七年（551年），王悦又率领部下士兵跟随达奚武征讨梁汉。大军出发，达奚武下令王悦劝说武兴城城主杨贤投降。王悦就送书信给杨贤说:“辅佐有德之人，是天道的规律；看见时机再行动，是人事的机会。南梁皇帝在国内亏缺刑罚和政令，外面缺乏守卫。平民奋起，全国倾覆。不只是下民离心，也是上天所抛弃。我们的丞相宇文泰秉承千年的时运，创立天下三分的基业，道行在区域内和洽，威震远方。声威和教化所到达的地方，风行草偃；兵车所指向的地方，云消雾散。这本来是天下人所共同听到的，不必等待谈论两次。大将军高阳公达奚武，藴藏用兵谋略的秘密，统率壮如熊罴的军队，在朝廷上接受祭肉，在巴汉威德并用。先归附的人必有奖赏，后降服的人必有责罚。您的军粮已经很少，救援的道路已经断絶。想防守，但城池没有垣环水抱的险阻；想交战，但士兵有土崩瓦解的形势。凭借这些求得安全，不见得是可行的。昔日韩信背弃项羽，以前的典籍认为是人们乐于称道的好事；黄权归附曹魏，优秀的史官称道他的盛大功业。事情有随宜变更，如今是效法的时候了。”杨贤于是就投降了。 
王悦禀告达奚武説:“白马城处于交通紧要之处，是兵家必争之地。如今城池的防守兵少力弱，容易图谋。如果巴蜀的军队又来，攻打他们实在困难。”达奚武认为说得对，下令王悦率领轻骑七百人直奔白马城。王悦先向白马城的守军指出灾祸和幸福的关系，守城的将领梁深就献城投降。南梁武陵王萧纪果然派遣他的将领任奇率领步兵骑兵六千人，想抢先占据白马城，行军到关城，听到梁深已经投降，于是回去了。等到梁州平定，宇文泰立即任命王悦代理梁州刺史，安抚新归附的人，百姓官吏都很安定。
魏废帝二年（553年），王悦被征召回朝担任原本官职。恰逢当时改行台为中外府，行台尚书的职务被废除，王悦以仪同的身份带兵返回家乡。王悦已经长期居于显贵的官职，到这时回乡，私下不服气。王悦还凌驾于乡里之上，失去了宗族的情谊。王悦的长子王康依仗其世家望族的身份，自己骄横放纵。王悦部下军人将有婚礼，王康却无理欺凌侮辱，军人投诉他。王悦和王康一起连坐除名，一起被发配流放到远方的边防。魏恭帝元年（554年），于谨讨伐江陵，平定后因为王悦参军效力，于是留下王悦镇守江陵。
周孝闵帝登基后，王悦依照惯例恢复官职，出任郢州刺史，不久加使持节、骠骑大将军、开府仪同三司、大都督、司水中大夫，进爵蓝田县侯。王悦又升任司宪中大夫，获赐姓宇文氏，又进爵为河北县公。王悦性格俭省节约，不经营谋生之业，虽然出入为官荣华显贵，但家中贫乏。周明帝亲手写敕令慰劳勉励王悦，赐粟六百石。保定元年（561年），王悦去世。儿子王康继承爵位，官至司邑下大夫。